# 神戸市立東落合小学校
神戸市立東落合小学校（こうべしりつひがしおちあいしょうがっこう）は、兵庫県神戸市須磨区東落合2丁目にある公立小学校。

## 沿革
- 1978年4月1日 - 神戸市立白川小学校より分離開校。
- 1980年4月1日 - 神戸市立松尾小学校開校に伴う校区分離。
- 1981年4月1日 - 神戸市立花谷小学校開校に伴う校区分離。

## 通学区域
- 神戸市須磨区[1]
  - 北落合1丁目、白川台3丁目(38・61番地)・4丁目(うち1～11番・23番1～23号)、東落合2～3丁目

## 校区内の主な施設
- 神戸市立東落合中学校（進学先中学校）
- 神戸市立名谷きぼうの丘幼稚園

## 交通アクセス
- 神戸市バス 77系統「東落合小学校前」より

## 通学区域が隣接している学校
- 神戸市立花谷小学校
- 神戸市立松尾小学校
- 神戸市立白川小学校
- 神戸市立若草小学校